# Орлов, Владислав Константинович
Владислав Константинович Орлов (12 октября 1936 — 12 июня 2021) — первый заместитель генерального директора ВНИИ неорганических материалов, лауреат премии имени А. А. Бочвара, Заслуженный деятель науки и техники Российской Федерации (1995).

## Биография
Родился 12 октября 1936 года в Москве.
В 1958 году окончил Московский институт цветных металлов и золота, специальность инженер-металлург (металловедение цветных и редких металлов).
Основные направления профессиональной деятельности: фундаментальное и прикладное материаловедение, технология получения сплавов и изделий с заданными свойствами (актиниды, конструкционные материалы).
Дважды лауреат Государственной премии[уточнить]. 1973 г., 1979 г.
Дважды лауреат премии правительства РФ 1997 г., 2002 г.
Заслуженный деятель науки и техники.

## Награды
Премия имени  А. А. Бочвара (за 2014 год, совместно с В. А. Пушковым, А. Л. Михайловым) — за работу «Научно-техническое обоснование применения сплавов урана с высокой динамической пластичностью в изделиях специального назначения».
Орден Почёта 2002 г.